# Ramnagari
Ramnagari (nep. रामनगरी) – gaun wikas samiti w środkowej części Nepalu w strefie Narajani w dystrykcie Parsa. Według nepalskiego spisu powszechnego z 2001 roku liczył on 428 gospodarstw domowych i 2598 mieszkańców (1295 kobiet i 1303 mężczyzn).